# Manoir de Pont-Couennec
Le manoir de Pont-Couennec est situé à Perros-Guirec, en France.

## Localisation
Le manoir est situé sur la commune de Perros-Guirec dans le département des Côtes-d'Armor, dans la région Bretagne.

## Description
Le manoir est constitué d'un corps de logis rectangulaire et d'un pavillon accosté d'une tourelle.

## Historique
Le manoir aurait été bâti pour Riou de Perros à la fin du XVe siècle ; la chapelle, édifiée en 1599 pour Amaury Jascob de Kerjegu, fut démolie à la fin du XIXe siècle par le propriétaire, qui utilisa les matériaux pour construire une maison. Le colombier, situé au nord, est en parfait état de conservation.
Il est inscrit partiellement au titre des monuments historiques par arrêté du 23 février 1990.

## Protection
Éléments protégés : le pavillon et l'aile accolée à l'est ; le colombier.